# Comune di Glamsbjerg
Il comune di Glamsbjerg, fino al 1º gennaio 2007 è stato un comune danese situato nella contea di Fionia, il comune aveva una popolazione di 5 924 abitanti (2006) e una superficie di 91 km². Capoluogo era la cittadina omonima.
Dal 1º gennaio 2007, con l'entrata in vigore della riforma amministrativa, il comune è stato soppresso e accorpato, insieme ai comuni di Aarup, Haarby, Tommerup e Vissenbjerg per costituire il riformato Assens.